# Његош (кратки филм)
Његош је југословенски кратки филм из 1951. године. Режирао га је Велимир Стојановић а сценарио су написали Ратко Ђуровић и Данило Лекић.

## Улоге
| Глумац               | Улога          |
| -------------------- | -------------- |
| Љубиша Јовановић     | Војвода Драшко |
| Радомир Раша Плаовић |                |